# Thaumatopsis crenulatella
Thaumatopsis crenulatella là một loài bướm đêm trong họ Crambidae.